# Trash

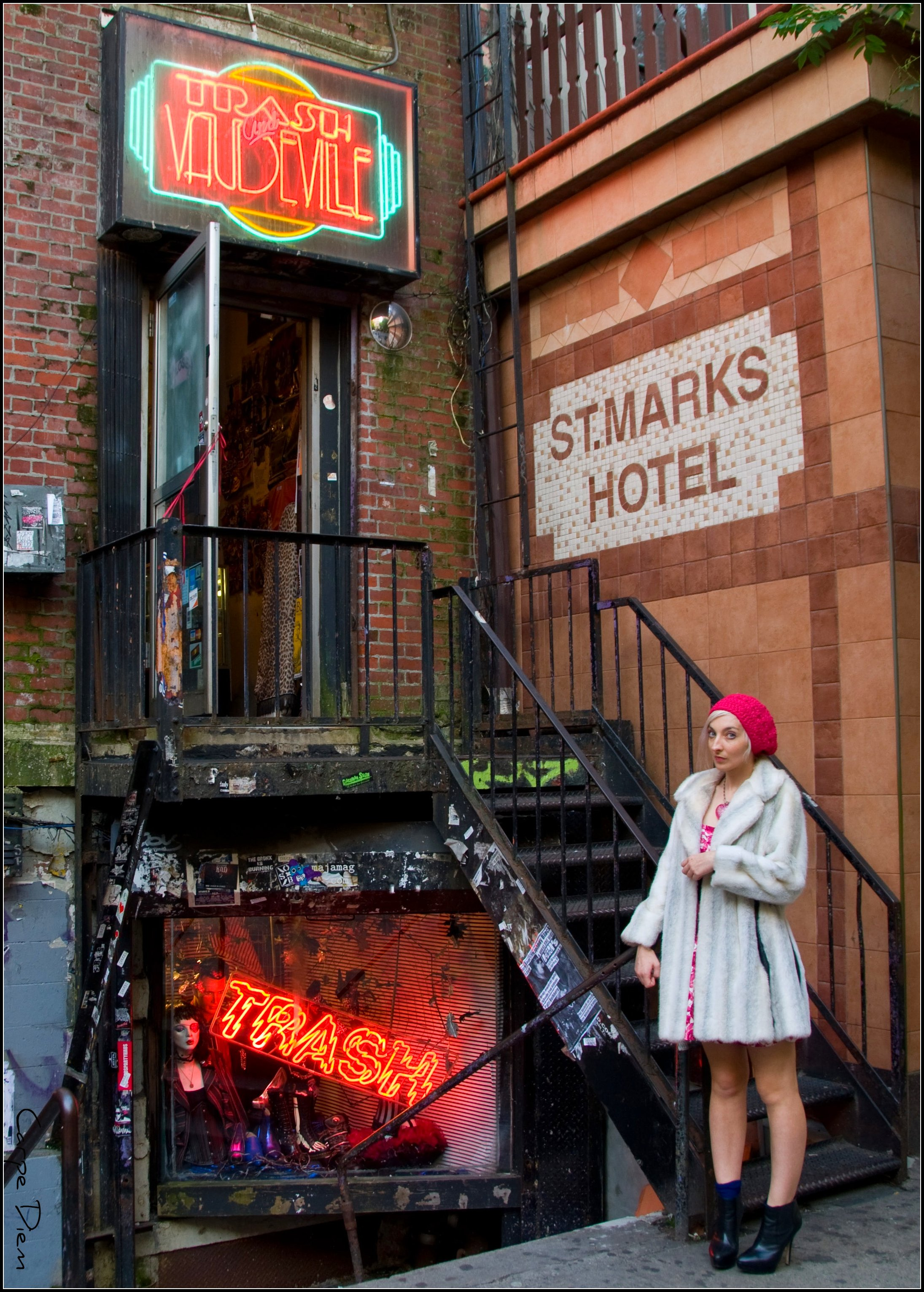
Trash-Vaudeville in New York City; Schaufenster-Installation mit Trash

Der Begriff trash ([træʃ]; engl. Müll) wird auf unterschiedliche kulturelle Phänomene der Gegenwart angewendet. 
Der online-Duden definiert Trash als eine „Richtung in Musik, Literatur und Film, für die bewusst banal, trivial oder primitiv wirkende Inhalte und eine billige Machart typisch sind“.
Im Unterschied dazu wird in Wahrigs Wörterbuch Trash 2006 als „minderwertige Ware, Massenprodukt, minderwertige, seichte Unterhaltung, Literatur oder Kunst“ sowie als „Stilrichtung der Popmusik“ beschrieben. Dieser Erklärung wohnt eine abwertende Perspektive inne. Übernommen ist der Begriff aus dem Englischen und bezeichnet dort Abfall, Müll, Unrat, Plunder.

## Film
Im Filmgeschäft gibt es einen großen Anteil von Trash-Produktionen. Sie sind meist nicht nur billig produziert und haben eine einfache bis absurde Handlung, sondern haben oft auch handwerkliche, dramaturgische und schauspielerische Schwächen. Dieser Trash beim Film lässt sich neben offensichtlichen Filmfehlern leichter als bei anderen Kunstrichtungen abgrenzen. Zu unterscheiden ist zwischen beabsichtigten Billig-Produktionen, die oft zur Kategorie der B-Filme gehören, und Filmen, die aufgrund ihres Alters und ihrer Entstehungsgeschichte den heutigen Maßstäben nicht mehr entsprechen, wodurch sie unfreiwillig komisch wirken. Produzenten des Genres wie der berühmte und mittlerweile zum Kult gewordene Regisseur Ed Wood sehen ihre Filme als Kunst an.

## Trash-TV
In der medialen und öffentlichen Diskussion um den Qualitätsverlust von Inhalten privater, aber auch öffentlich-rechtlicher Fernsehsender wird der Begriff Trash-TV verwendet. Insbesondere Scripted-Reality-Formate und Reality-TV (u. a. Big Brother oder Ich bin ein Star – Holt mich hier raus!), in denen nach Meinung der Kritiker Voyeurismus und Zurschaustellung von Ekel stattfinden, werden von Politikern, Kirchen, Landesmedienanstalten, aber auch der Werbeindustrie beanstandet (vgl. auch Affektfernsehen, Unterschichtenfernsehen). Man schaue Trash-TV, um „die eigene Unvollkommenheit und die erlebten Zumutungen des Lebens“ kurz zu vergessen, vermutet Volkan Agar im Anschluss an Ulrike Prokop.

## Musik
Trash ist ein Stilmittel (Technik, Skill oder Fertigkeit) der populären Musik, das spätestens seit Mitte der 1960er Jahre Kontur findet, in vielen unterschiedlichen Stilen verwendet und oft wie ein eigenständiges Genre behandelt wird.

## Bildende Kunst

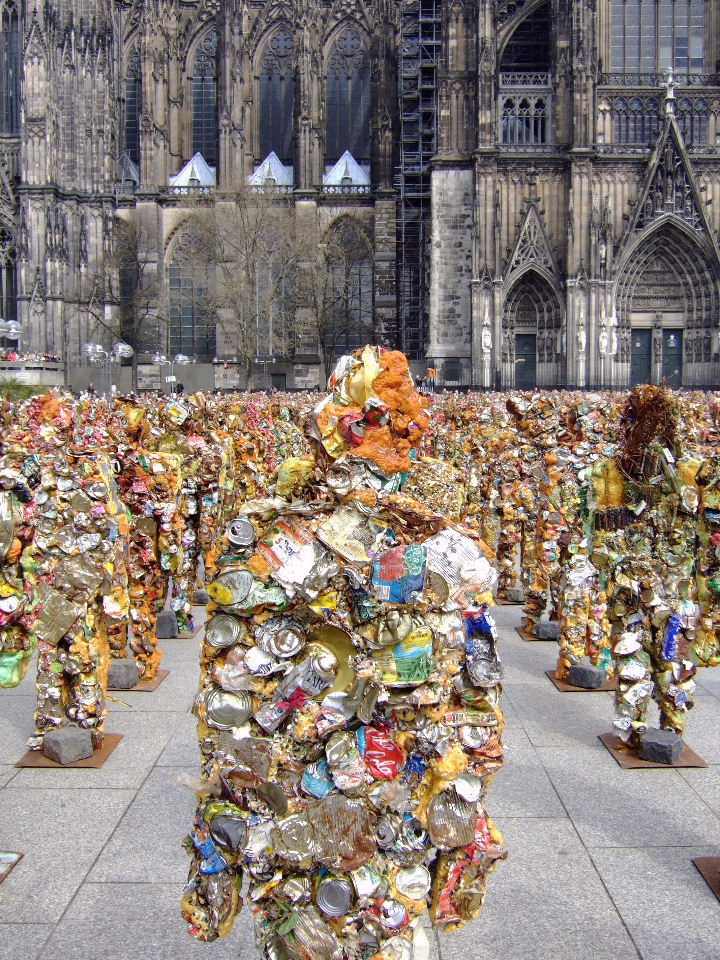
H. A. Schult: Installation Trash People auf dem Domplatz in Köln

In der bildenden Kunst verwenden Künstler Müll und billige Massenprodukte als Ausgangsmaterial für Collagen und Skulpturen. Diesen Arbeiten liegt in der Regel ein gesellschafts-, kapitalismus- oder konsumkritischer Subtext zu Grunde. Zu den ersten, die Abfälle und Materialreste in ihre Bilder integriert haben, zählen Georges Braque, Pablo Picasso oder die Dadaisten. Anfang des 20. Jahrhunderts stellten die Pariser Nouveau Réalistes und die Vertreter der Junk-Art in den USA ihre Arbeiten allein aus Abfall her, mit dem Ziel, den etablierten Kunstmarkt zu provozieren. Die bayrische Performance- und TrashArt-Künstlerin ADLER A.F., die sich selbst als „Trash-Queen“ bezeichnet, setzte ihre gesellschaftskritischen Trash-Performances medienwirksam 2011 bei der Biennale in Venedig im deutschen Pavillon und bei der Documenta 13 in Kassel ein.